# A&M/Octone Records
A&M/Octone Records – amerykańska wytwórnia płytowa założona w 2007 roku przez Jamesa Dienera. Jest wspólnym przedsięwzięciem Universal Music Group i Octone Records, znanej także pod nazwą OctoScope Music. Wytwórnia stanowi połączenie dwóch wytwórni A&M i Octone Records. Od lutego 2007 roku Interscope-Geffen-A&M współpracuje z Octone Records. 

## Artyści
- Maroon 5
- Flyleaf
- K'Naan
- Hollywood Undead
- Paper Tongues
- Miss Willie Brown
- Kevin Hammond
- Viva Brother
- The Knocks
- Bombay Bicycle Club
- Kat Graham
- Duncan

Opracowano na podstawie źródła.